# Vlindervis
De vlindervis (Pantodon buchholzi) is de enige soort in de familie Pantodontidae binnen de orde Osteoglossiformes. Ze zijn niet nauw verwant aan koraalvlinders.

## Uiterlijk
Deze sierlijke vis is maximaal 10 cm lang, 50 gram zwaar en grijsbruin gekleurd, met een donkerbruine tot zwarte tekening op lijf en vinnen. Ze vallen erg op door de twee vergrote borstvinnen, die aan een vlinder doen denken, wat hun naam verklaart.

## Gewoonten
De vlindervis is een gespecialiseerde oppervlaktejager. Zijn ogen staan hoog in de kop zodat de vis goed in de gaten kan houden wat er dicht bij het wateroppervlak gebeurt, zowel onder als boven water. Zijn bek is goed aangepast om kleine prooien aan het oppervlak van het water te vangen. Dit zijn meestal insecten en soms kleine vissen. Als hij genoeg snelheid in het water opbouwt kan deze vis een kleine afstand boven het wateroppervlak springen en een stukje 'zweven'. Hierdoor kunnen ze soms ontsnappen aan een aanvaller.

## Leefgebied
De vlindervis wordt gevonden in licht zure permanente watermassa's in West-Afrika. Ze vereisen het hele jaar door een temperatuur van 22-30°C. Men vindt ze in stilstaand tot licht stromend water met voldoende beschutting bij het wateroppervlak. Ze leven onder andere in het Tsjaadmeer, het Kongobekken, in Niger, Kameroen en de Ogooué. Ze zijn ook waargenomen in de Niger, de benedenloop van de Ogun en in de bovenloop van de Zambezi.
De soort staat op de Rode Lijst van de IUCN als niet bedreigd, beoordelingsjaar 2009.

## In het aquarium
Vlindervissen kunnen als huisdieren in een aquarium van minstens 80 liter worden gehouden, mits het aquarium minimaal 1.20 meter lang is. Een goed gesloten bovenkant op de aquarium wordt vereist wegens hun gewoonten om boven het water uit te springen. Belangrijk is om de temperatuur van 24 tot 30° C te handhaven. Het beste stelt men de thermostaat in op 27 tot 28°C. Ook de zuurgraad is belangrijk, het liefst licht zuur, een pH tussen 6,5 en 6,9. De hardheid van het water (GH) mag 1-8 zijn. Als men de natuurlijke omstandigheden zo goed mogelijk nabootst kan men kweek verwachten. De vissen bouwen dan een eipakket dat aan het wateroppervlak hangt. De eieren komen na ongeveer 7 dagen uit. Omdat de vlindervis een vleeseter is met een duidelijke voorkeur voor levend voer zal men hier rekening mee moeten houden wanneer men de dieren in het aquarium houdt. Ze eten aan het wateroppervlak graag geleedpotigen als fruitvliegen, krekels en kleine spinnen. Ook muggenlarven en pekelkreeftjes worden goed gegeten. Zo nu en dan zullen ze ook vlokvoer accepteren, maar dat zullen ze uiteindelijk weigeren. Afwisselende voeding is belangrijk.